# Distrito de Château-Gontier
El distrito de Château-Gontier es un distrito (en francés arrondissement) de Francia, que se localiza en el departamento de Mayenne, de la región de Países del Loira (en francés Pays de la Loire). Cuenta con 7 cantones y 71 comunas.

## División territorial

### Cantones
Los cantones del distrito de Château-Gontier son:
1. Cantón de Bierné
2. Cantón de Château-Gontier-Est
3. Cantón de Château-Gontier-Ouest
4. Cantón de Cossé-le-Vivien
5. Cantón de Craon
6. Cantón de Grez-en-Bouère
7. Cantón de Saint-Aignan-sur-Roë

### Comunas
| 1. Ampoigné (53004)                 | 2. Argenton-Notre-Dame (53006)      | 3. Athée (53012)                       | 4. Azé (53014)                    |
| 5. Ballots (53018)                  | 6. Ballée (53017)                   | 7. Beaumont-Pied-de-Boeuf (53027)      | 8. Bierné (53029)                 |
| 9. La Boissière (53033)             | 10. Bouchamps-lès-Craon (53035)     | 11. Bouessay (53037)                   | 12. Bouère (53036)                |
| 13. Brains-sur-les-Marches (53041)  | 14. Le Buret (53046)                | 15. La Chapelle-Craonnaise (53058)     | 16. Chemazé (53066)               |
| 17. Château-Gontier (53062)         | 18. Châtelain (53063)               | 19. Chérancé (53068)                   | 20. Congrier (53073)              |
| 21. Cosmes (53075)                  | 22. Cossé-le-Vivien (53077)         | 23. Coudray (53078)                    | 24. Craon (53084)                 |
| 25. Cuillé (53088)                  | 26. Daon (53089)                    | 27. Denazé (53090)                     | 28. Fontaine-Couverte (53098)     |
| 29. Fromentières (53101)            | 30. Gastines (53102)                | 31. Gennes-sur-Glaize (53104)          | 32. Grez-en-Bouère (53110)        |
| 33. Houssay (53117)                 | 34. Laigné (53124)                  | 35. Laubrières (53128)                 | 36. Livré-la-Touche (53135)       |
| 37. Loigné-sur-Mayenne (53136)      | 38. Longuefuye (53138)              | 39. Marigné-Peuton (53145)             | 40. Mée (53148)                   |
| 41. Ménil (53150)                   | 42. Méral (53151)                   | 43. Niafles (53165)                    | 44. Origné (53172)                |
| 45. Peuton (53178)                  | 46. Pommerieux (53180)              | 47. Préaux (53184)                     | 48. Quelaines-Saint-Gault (53186) |
| 49. Renazé (53188)                  | 50. La Rouaudière (53192)           | 51. La Roë (53191)                     | 52. Ruillé-Froid-Fonds (53193)    |
| 53. Saint-Aignan-sur-Roë (53197)    | 54. Saint-Brice (53203)             | 55. Saint-Charles-la-Forêt (53206)     | 56. Saint-Denis-d'Anjou (53210)   |
| 57. Saint-Erblon (53214)            | 58. Saint-Fort (53215)              | 59. Saint-Laurent-des-Mortiers (53231) | 60. Saint-Loup-du-Dorat (53233)   |
| 61. Saint-Martin-du-Limet (53240)   | 62. Saint-Michel-de-Feins (53241)   | 63. Saint-Michel-de-la-Roë (53242)     | 64. Saint-Poix (53250)            |
| 65. Saint-Quentin-les-Anges (53251) | 66. Saint-Saturnin-du-Limet (53253) | 67. Saint-Sulpice (53254)              | 68. La Selle-Craonnaise (53258)   |
| 69. Senonnes (53259)                | 70. Simplé (53260)                  | 71. Villiers-Charlemagne (53273)       |                                   |